# Pariang
Pariang (o Panrieng) è un centro abitato del Sudan del Sud, situato nell'Area Amministrativa di Ruweng.